# ななみ静
ななみ 静（ななみ しずか）は、日本の漫画家。静岡県浜松市在住。漢字表記は「七海 静」。ペンネームの由来は『七つの海のティコ』。
富士美出版『ファンタジィカクテル』にて掲載の成人向け漫画作品でデビュー。同誌の表紙絵も担当。双葉社『アクションピザッツ』、竹書房『ナマイキッ!』などのコンビニ売り雑誌（非指定成年コミック誌）を中心に活動している。日本漫画家協会会員。

## 単行本リスト
- 『ももいろ仔猫』 富士美出版 （富士美コミックス）（1997年10月）※「成年コミック」マークあり
- 『愛してください…』 富士美出版 （富士美コミックス）（1998年10月）※「成年コミック」マークあり
- 『楽園の誘惑』 富士美出版 （富士美コミックス）（1999年6月）※「成年コミック」マークあり
- 『あなたに逢いたくて…』 フランス書院 （エックスコミックス）（1999年10月）※「成年コミック」マークあり
- 『ラブ・ハッカー』 富士美出版 （富士美コミックス）（2000年5月）※「成年コミック」マークあり
- 『いけないピーチ』 富士美出版 （富士美コミックス）（2001年3月）※「成年コミック」マークあり
- 『みさきちゃんにおまかせ』 双葉社 （アクションコミックス）（2001年5月）
  - 「みさきちゃんにおまかせ」シリーズ4篇＋その他の読み切り7篇
- 『ぷにぷにめろん』 蒼竜社 （プラザコミックス）（2001年9月）
- 『さくらんぼ通信』 富士美出版 （富士美コミックス）（2002年1月）※「成年コミック」マークあり
- 『スイート♥ハニー』 富士美出版 （富士美コミックス）（2002年11月）※「成年コミック」マークあり
- 『ソフトくりぃむ』 蒼竜社 （プラザコミックス）（2003年7月）
- 『ラブリー♥みさきちゃん』 双葉社 （アクションコミックス）（2003年9月）
  - 「みさきちゃんにおまかせ」シリーズ5篇＋その他の読み切り6篇
- 『みるきぃガールズ』 富士美出版 （富士美コミックス）（2003年11月） ※「成年コミック」マークあり
- 『ぴんくスタイル』 蒼竜社 （プラザコミックス）（2004年2月）
- 『センセイといっしょ♡』 蒼竜社 （プラザコミックス）（2004年9月）
- 『ももたまっ!』 双葉社 （アクションコミックス）（2005年12月）
- 『えろえろスイッチ』 モエールパブリッシング （ももまんじるしコミックス）（2006年3月）※「成年コミック」マークあり
- 『尚子さんのナイショ』 双葉社 （アクションコミックス）（2007年7月）
- 『楽園☆天職』 竹書房 （バンブー・コミックス DOKI SPECIAL SELECT）（2008年2月）
- 『大っきなチェリーパイ』 双葉社 （アクションコミックス）（2008年6月）
- 『せーふく気分』 竹書房 （バンブー・コミックス DOKI SPECIAL SELECT）（2009年2月）
- 『くまさんとうさぎさん』 双葉社 （アクションコミックス）（2009年5月）
- 『コスぷれいがいど』 竹書房 （バンブー・コミックス DOKI SPECIAL SELECT）（2009年12月）
- 『ママハメ』 双葉社 （アクションコミックス）（2010年1月）
- 『制服まにあ★』 竹書房 （バンブー・コミックス COLORFUL SELECT）（2011年5月）
- 『サカリッキ』 双葉社 （アクションコミックス）（2011年7月）
- 『三姉妹ぷらす』 竹書房 （バンブー・コミックス COLORFUL SELECT）（2011年11月）
- 『純愛ラボ』 エンジェル出版（エンジェルコミックス）（2012年9月）
- 『正しい令嬢の育て方』 竹書房 （バンブー・コミックス COLORFUL SELECT）（2013年4月）
- 『ナイショバナシ。』エンジェル出版（エンジェルコミックス）（2013年6月）
- 『制服願望!! はたらくお姉さんたちの痴態祭り』竹書房 （バンブー・コミックス）（2014年1月）
- 『姉ぺろ』久保書店 （ワールドコミックススペシャル）（2014年8月）※「成年コミック」マークあり
- 『ヒメゴト。 ナイショバナシ。2』エンジェル出版（エンジェルコミックス）（2015年2月）※「18未満」マークあり
- 『離島マーメイド』竹書房 （バンブー・コミックス COLORFUL SELECT）（2015年4月）
- 『あの娘は白衣のマーメイド』竹書房（バンブー・コミックス ）（2016年5月）
- 『アイビキ。ナイショバナシ。3』エンジェル出版（エンジェルコミックス）（2016年10月）※「成年コミック」マークあり